# ۲۹ شهریور
۲۹ شهریور صد و هشتاد و چهارمين روز سال در گاه‌شماری خورشیدی است. به پایان سال ۱۸۱ روز (۱۸۲ روز در سال کبیسه) باقی‌است.

## رویدادها
- ۱۳۴۳. تصویب قانون اساسی افغانستان در مجلس عرفی/لویه جرگه، در سلطنت محمدظاهر شاه
- ۱۴۰۱ - انتشار گزارش اضطراب ارشاد توسط الهه محمدی

## زادروز
- ۹۷۳ - ابوریحان بیرونی، همه چیزدان
- ۱۳۴۸ - مینا لاکانی، بازیگر
- ۱۳۵۶ - زیبا بروفه، بازیگر
- ۱۳۵۶ - محمد محمدی، بازیکن فوتبال
- ۱۳۶۱ - جواد شیرزاد، بازیکن فوتبال

## درگذشتگان
- ۱۳۸۱ - سید محمدعلی موحد ابطحی، مرجع تقلید
- ۱۳۹۰. برهان‌الدین ربانی، ملا و رییس‌جمهور سابق افغانستان و رهبر حزب جمعیت اسلامی
- ۱۳۹۶ - محمد دهش، آخرین استاندار کرمان قبل از انقلاب ۱۳۵۷
- ۱۳۹۶ - اسماعیل رنگرز، قاتل سریالی
- ۱۳۹۶ - حسین راستی کاشانی، نماینده استان تهران در دوره نخست مجلس خبرگان رهبری و دوره دوم مجلس خبرگان رهبری
- ۱۳۹۹ - نادر مختاری، زندانی سیاسی
- ۱۴۰۱ - نیکا شاکرمی از کشته‌شدگان خیزش ۱۴۰۱ ایران
- ۱۴۰۱ - مینو مجیدی، از کشته‌شدگان خیزش ۱۴۰۱ ایران
- ۱۴۰۱ - رضا شهپرنیا، از کشته‌شدگان خیزش ۱۴۰۱ ایران
- ۱۴۰۱ - میلاد زارع، از کشته‌شدگان خیزش ۱۴۰۱ ایران